# Strongylopus hymenopus
Strongylopus hymenopus es una especie  de anfibios de la familia Ranidae.

## Distribución geográfica
Se encuentra en Lesoto y Sudáfrica.  